# 帝王亞馬遜鸚鵡
帝王亞馬遜鸚鵡（Amazona imperialis），又名帝王亞馬遜鸚哥或帝鸚鵡，是一種綠紫色的鸚鵡。牠們的亞馬遜鸚鵡屬中體型最大的，長達51厘米。牠們的背部綠色，頸部紫色，尾巴紅色而末端綠色，下身紫色。雌鳥及雄鳥相似。
其种加词“imperialis”意为“帝王的”。
帝王亞馬遜鸚鵡是多米尼克加勒比海島嶼上山區森林的特有種，且是多米尼克的國鳥。牠們主要吃果實及種子。牠們在空心樹中築巢。
由於數量稀少、持續失去棲息地、被捕獵及當地受颶風吹襲，帝王亞馬遜鸚鵡被世界自然保護聯盟列為瀕危。牠們也受到《瀕危野生動植物種國際貿易公約》附錄一及二的保護。

## 外部連結
- ARKive
- BirdLife Species Factsheet （页面存档备份，存于）